# I Longobardi
I Longobardi sono un complesso musicale italiano, attivo negli anni '60.

## Storia del gruppo
Il gruppo si forma nel 1970 a Legnano; inizia a suonare nella propria regione, dapprima eseguendo musica ballabile e poi avvicinandosi al beat, fino ad essere notati da Carlo Alberto Rossi, che li mette sotto contratto con la sua etichetta, la CAR Juke Box.
Nel 1965 pubblicano una versione riarrangiata delNotturno in mi bemolle di Chopin, abbinato ad una cover di Malaguena; nel 1966 partecipano al Festival dei complessi di Rieti (insieme a molti altri noti gruppi, come l'Equipe 84, i Profeti, i Pooh, i New Dada e molti altri), arrivando in finale con È troppo tardi.
Nello stesso anno incidono una cover di Hurtin' Inside dei Dave Clark Five, intitolata Ti dirò ciao, che ottiene buoni risultati nella trasmissione radiofonica Bandiera Gialla, condotta da Renzo Arbore e Gianni Boncompagni.
Il 1967 è l'anno della cover di Let's Go To San Francisco dei The Flowerpot Men (incisa nello stesso periodo anche dai Dik Dik ma in italiano).
Passano poi alla Style nel 1968, abbandonando progressivamente le sonorità beat per avvicinarsi al pop melodico; nello stesso anno vincono il concorso I tri dì de Milan, presentato da Mike Bongiorno, e vengono ospitati in varie trasmissioni televisive, tra cui Settevoci, condotta da Pippo Baudo.
Hanno prestato la loro musica ed i loro volti in uno dei primi video musicali in occasione della messa in onda, per la prima volta, di una trasmissione TV a colori per la Televisione Svizzera.
Si sciolgono all'inizio del nuovo decennio.

## Formazione
- Nini (Federico) Villa: voce, basso
- Pinuccio Moroni: batteria
- Giordano Rossato (06/08/1939 - 27/09/2010): pianoforte, organo Hammond
- Egidio Rivolta: sax contralto e tenore
- Roberto Olgiati: sax tenore
- Pino Maggiore : sax tenore e baritono
- Orazio Galli: chitarrista
- Oreste Vignati : chitarrista

## Discografia

### Singoli
- 1965 - Notturno/Malaguena (CAR Juke Box, JN 2387; pubblicato in due versioni, una a nome Longobardi e l'altra come Dano & i Longobardi)
- 1966 - Ti dico ciao/È troppo tardi (CAR Juke Box, JN 2411)
- 1967 - Let's Go To San Francisco/Dialogo (CAR Juke Box, CRJ NP 1026)
- 1968 - Ora che nasce l'amore in te/Mary Anne (Style, STMS 688)
- 1969 - La settima ora/L'ultimo momento (Style, STMS 706)